# 拱辰门 (合肥)
拱辰门，俗称北门，是合肥城门之一，位于今宿州路西侧的拱辰街与环城公园北路交口附近。拱即拱卫，辰即北辰，乃北极星之意，拱辰，意为四方归向之意。《合肥县志》载其“楼三楹，月城顶有石台”。宿州路跨南淝河桥因拱辰门而命名为拱辰门桥。